# Lipombe
Lipombe est un village du Cameroun, situé dans la région du Centre et le département du Nyong-et-Kéllé. Il est rattaché à la commune d'Éséka. 

## Géographie
La localité est arrosée par le Nyong.

## Population
En 1963-1964, la population de Lipombe était de 282 habitants, principalement des Bassa. 
Lors du recensement de 2005, on y a dénombré 471 personnes.  

## Infrastructures
La localité est dotée d'une école publique.